# Bruno Armirail
Bruno Armirail (* 11. dubna 1994) je francouzský profesionální silniční cyklista jezdící za UCI WorldTeam Decathlon–AG2R La Mondiale.

## Hlavní výsledky
2013
Národní šampionát
2. místo časovka do 23 let
2. místo Chrono des Nations U23
2. místo Biran Grand Prix
2014
Národní šampionát
 vítěz časovky do 23 let
Circuit du Mené
2. místo celkově
2. místo Tour de Basse-Navarre
2. místo Circuit Dunkerque
Tour d'Eure-et-Loir
3. místo celkově
 vítěz soutěže mladých jezdců
Boucle de l'Artois
3. místo celkově
3. místo Circuit de l'Essor
2017
Tour du Poitou-Charentes
5. místo celkově
2020
Národní šampionát
3. místo časovka
2021
Národní šampionát
2. místo časovka
Tour Poitou-Charentes en Nouvelle-Aquitaine
2. místo celkově
3. místo Mercan'Tour Classic
2022
Národní šampionát
 vítěz časovky
5. místo Chrono des Nations
Tour de Pologne
10. místo celkově
Mistrovství světa
10. místo časovka
2023
Mistrovství Evropy
 vítěz smíšené týmové štafety
Mistrovství světa
 2. místo smíšená týmová štafeta
Národní šampionát
2. místo časovka
Tour Poitou-Charentes en Nouvelle-Aquitaine
2. místo celkově
vítěz etapy 3b (ITT)
Okolo Slovenska
9. místo celkově
Giro d'Italia
lídr  po etapách 14 – 15
2024
Národní šampionát
 vítěz časovky

### Výsledky na Grand Tours
| Grand Tour      | 2019 | 2020 | 2021 | 2022 | 2023 | 2024 |
| --------------- | ---- | ---- | ---- | ---- | ---- | ---- |
| Giro d'Italia   | —    | —    | —    | —    | 16   | —    |
| Tour de France  | —    | —    | 83   | —    | —    | 33   |
| Vuelta a España | 91   | 28   | —    | DNF  | —    |      |